# Iōannīs Pittas
Iōannīs Pittas (in greco Ιωάννης Πίττας?; Limassol, 10 luglio 1996) è un calciatore cipriota, attaccante del CSKA Sofia e della nazionale cipriota.

## Biografia
È figlio dell'ex difensore della nazionale cipriota Charalampos "Pampos" Pittas.

## Carriera

### Club
Cresciuto nelle giovanili dell'Apollōn Limassol, ha esordito in prima squadra il 31 ottobre 2015 subentrando nei minuti finali del match di campionato vinto 2-1 contro il Doxa Katōkopias. Il successivo 13 dicembre ha giocato la sua prima partita di campionato da titolare, nel derby sul campo dell'Arīs Limassol. In quell'edizione della A' Katīgoria, tra stagione regolare e poule scudetto, ha collezionato complessivamente 11 partite, di cui 2 da titolare. Nel corso del campionato seguente il ventenne Pittas ha avuto meno spazio, con 7 presenze in campionato di cui 2 da titolare, tuttavia ha anche realizzato i suoi primi due gol ufficiali, entrambi siglati durante la poule scudetto, rispettivamente nel derby casalingo contro l'AEL Limassol e nella trasferta dell'ultima giornata contro l'APOEL.
Il 17 agosto 2017, in occasione della gara di andata contro i danesi del Midtjylland valida per gli spareggi della UEFA Europa League 2017-2018, Pittas (subentrato da pochi minuti) al 90+1’ minuto ha fissato il risultato sul 3-2 per i ciprioti, rete poi rivelatasi fondamentale per la qualificazione alla fase a gironi visto il pareggio in Danimarca nella sfida di ritorno. In campionato, tuttavia, ha continuato ad essere poco utilizzato, con 6 presenze totali, una delle quali dal primo minuto.
Dopo aver iniziato anche la stagione 2018-2019 con l'Apollōn con due apparizioni nel primo turno di UEFA Europa League contro i lituani dello Stumbras, il 29 agosto 2018 è stato girato ufficialmente in prestito all'Enōsis Neōn Paralimniou affinché egli potesse trovare un minutaggio maggiore. Nella stagione regolare della A' Katīgoria 2018-2019 Pittas ha segnato 3 reti in 19 presenze, mentre nella poule retrocessione ha contribuito con 6 reti in 9 partite, per un totale di 9 gol in 28 partite. L'annata del club si è conclusa con una salvezza ottenuta al dodicesimo minuto di recupero dell'ultima giornata grazie a un tiro da fuori area del compagno di squadra Sōkratīs Fytanidīs.
Rientrato all'Apollōn dopo il prestito, Pittas è rimasto in rosa trovando maggiore spazio rispetto alle precedenti annate trascorse in biancoblu, avendo disputato 19 partite di campionato, di cui 6 dall'inizio, con 2 gol, in un'edizione sospesa e successivamente cancellata a causa della pandemia di COVID-19. In campo europeo ha partecipato ad 8 incontri della UEFA Europa League 2019-2020 (3 dal primo minuto) con un gol all'attivo, siglato al primo turno contro i lituani del Kauno Žalgiris.
La stagione 2020-2021 lo ha visto divenire uno dei punti fermi della squadra: schierato titolare con una certa regolarità, ha segnato 12 gol in 26 partite della stagione regolare e una rete in 8 partite della poule scudetto, le quali hanno contribuito al raggiungimento del secondo posto in classifica. L'anno seguente, Pittas ha aiutato l'Apollōn a vincere un titolo nazionale che mancava da 16 anni, grazie anche ai suoi 8 gol in 16 presenze in stagione regolare e ai 3 gol in 9 partite della poule scudetto della A' Katīgoria 2021-2022.
All'inizio dell'annata 2022-2023, dopo l'eliminazione dal terzo turno della UEFA Champions League 2022-2023 per mano degli israeliani dell'Maccabi Haifa, l'Apollōn ha sfidato i greci dell'Olympiacos negli spareggi per l'accesso alla fase a gironi della UEFA Europa League 2022-2023: un gol di Pittas al 90’ della sfida di ritorno al Pireo aveva mandato il doppio confronto ai tempi supplementari e poi ai rigori dove però sono prevalsi i biancorossi di casa, con lo stesso Pittas che è stato l'unico della squadra cipriota a realizzare il proprio tiro dal dischetto. In campionato, invece, Pittas è andato a segno 12 volte in 25 partite della stagione regolare e 6 volte in 10 partite della poule scudetto: con 18 reti complessive, si è laureato capocannoniere del torneo, in coabitazione con il brasiliano Jairo del Pafos.
Il 30 luglio 2023 è stato acquistato ufficialmente dagli svedesi dell'AIK, squadra guidata da qualche settimana dal tecnico norvegese Henning Berg il quale aveva allenato altre squadre del campionato cipriota (Omonia e Pafos) dal 2019 al 2023. L'arrivo di Pittas, così come quello del suddetto allenatore e di altri giocatori e dirigenti, ha fatto parte di un processo di rinnovamento per far fronte a una deludente classifica che in quel momento vedeva il club terzultimo nell'Allsvenskan 2023. Con i suoi 9 gol in 13 presenze, ha contribuito significativamente al raggiungimento della salvezza. Nel campionato seguente, il primo da lui iniziato in Svezia sin dall'inizio della stagione, si è confermato miglior marcatore della squadra (e terzo dell'intera Allsvenskan 2024) con 14 reti in 30 partite.
Il 2 febbraio 2025, con dieci mesi di contratto rimanenti e prima dell'inizio della stagione svedese 2025, l'AIK ha ceduto il ventottenne Pittas ai bulgari del CSKA Sofia.

### Nazionale
Con la Nazionale Under-21 cipriota ha preso parte a 13 incontri di qualificazione al Campionato europeo di calcio Under-21 2019.
Il 30 marzo 2021, nelle qualificazioni ai Mondiali 2022, ha segnato un gol (il primo in nazionale per lui) sul finire del primo tempo contro la Slovenia, rete che è valsa un'importante vittoria per 1-0 per i ciprioti.

## Statistiche

### Cronologia presenze in nazionale
| Cronologia completa delle presenze e delle reti in nazionale ― Cipro | Cronologia completa delle presenze e delle reti in nazionale ― Cipro | Cronologia completa delle presenze e delle reti in nazionale ― Cipro | Cronologia completa delle presenze e delle reti in nazionale ― Cipro | Cronologia completa delle presenze e delle reti in nazionale ― Cipro | Cronologia completa delle presenze e delle reti in nazionale ― Cipro | Cronologia completa delle presenze e delle reti in nazionale ― Cipro | Cronologia completa delle presenze e delle reti in nazionale ― Cipro |
| Data                                                                 | Città                                                                | In casa                                                              | Risultato                                                            | Ospiti                                                               | Competizione                                                         | Reti                                                                 | Note                                                                 |
| -------------------------------------------------------------------- | -------------------------------------------------------------------- | -------------------------------------------------------------------- | -------------------------------------------------------------------- | -------------------------------------------------------------------- | -------------------------------------------------------------------- | -------------------------------------------------------------------- | -------------------------------------------------------------------- |
| 8-6-2019                                                             | Glasgow                                                              | Scozia                                                               | 2 – 1                                                                | Cipro                                                                | Qual. Euro 2020                                                      | -                                                                    | 80’                                                                  |
| 11-6-2019                                                            | Nižnij Novgorod                                                      | Russia                                                               | 1 – 0                                                                | Cipro                                                                | Qual. Euro 2020                                                      | -                                                                    | 71’                                                                  |
| 6-9-2019                                                             | Nicosia                                                              | Cipro                                                                | 1 – 1                                                                | Kazakistan                                                           | Qual. Euro 2020                                                      | -                                                                    | 90’                                                                  |
| 9-9-2019                                                             | Serravalle                                                           | San Marino                                                           | 0 – 4                                                                | Cipro                                                                | Qual. Euro 2020                                                      | -                                                                    | 74’                                                                  |
| 5-9-2020                                                             | Strovolos                                                            | Cipro                                                                | 0 – 2                                                                | Montenegro                                                           | UEFA Nations League 2020-2021 - 1º turno                             | -                                                                    |                                                                      |
| 8-9-2020                                                             | Nicosia                                                              | Cipro                                                                | 0 – 1                                                                | Azerbaigian                                                          | UEFA Nations League 2020-2021 - 1º turno                             | -                                                                    |                                                                      |
| 7-10-2020                                                            | Larnaca                                                              | Cipro                                                                | 1 – 2                                                                | Rep. Ceca                                                            | Amichevole                                                           | -                                                                    | 73’                                                                  |
| 10-10-2020                                                           | Lussemburgo                                                          | Lussemburgo                                                          | 2 – 0                                                                | Cipro                                                                | UEFA Nations League 2020-2021 - 1º turno                             | -                                                                    | 43’ 75’                                                              |
| 13-10-2020                                                           | Elbasan                                                              | Azerbaigian                                                          | 0 – 0                                                                | Cipro                                                                | UEFA Nations League 2020-2021 - 1º turno                             | -                                                                    | 19’                                                                  |
| 11-11-2020                                                           | Atene                                                                | Grecia                                                               | 2 – 1                                                                | Cipro                                                                | Amichevole                                                           | -                                                                    | 73’                                                                  |
| 14-11-2020                                                           | Strovolos                                                            | Cipro                                                                | 2 – 1                                                                | Lussemburgo                                                          | UEFA Nations League 2020-2021 - 1º turno                             | -                                                                    |                                                                      |
| 17-11-2020                                                           | Podgorica                                                            | Montenegro                                                           | 4 – 0                                                                | Cipro                                                                | UEFA Nations League 2020-2021 - 1º turno                             | -                                                                    |                                                                      |
| 24-3-2021                                                            | Nicosia                                                              | Cipro                                                                | 0 – 0                                                                | Slovacchia                                                           | Qual. Mondiali 2022                                                  | -                                                                    | 75’                                                                  |
| 27-3-2021                                                            | Fiume                                                                | Croazia                                                              | 1 – 0                                                                | Cipro                                                                | Qual. Mondiali 2022                                                  | -                                                                    |                                                                      |
| 30-3-2021                                                            | Strovolos                                                            | Cipro                                                                | 1 – 0                                                                | Slovenia                                                             | Qual. Mondiali 2022                                                  | 1                                                                    |                                                                      |
| 4-6-2021                                                             | Budapest                                                             | Ungheria                                                             | 1 – 0                                                                | Cipro                                                                | Amichevole                                                           | -                                                                    |                                                                      |
| 7-6-2021                                                             | Charkiv                                                              | Ucraina                                                              | 4 – 0                                                                | Cipro                                                                | Amichevole                                                           | -                                                                    | 85’                                                                  |
| 1-9-2021                                                             | Ta' Qali                                                             | Malta                                                                | 3 – 0                                                                | Cipro                                                                | Qual. Mondiali 2022                                                  | -                                                                    | 58’                                                                  |
| 4-9-2021                                                             | Nicosia                                                              | Cipro                                                                | 0 – 2                                                                | Russia                                                               | Qual. Mondiali 2022                                                  | -                                                                    | 61’                                                                  |
| 7-9-2021                                                             | Bratislava                                                           | Slovacchia                                                           | 2 – 0                                                                | Cipro                                                                | Qual. Mondiali 2022                                                  | -                                                                    | 75’                                                                  |
| 8-10-2021                                                            | Larnaca                                                              | Cipro                                                                | 0 – 3                                                                | Croazia                                                              | Qual. Mondiali 2022                                                  | -                                                                    | 46’                                                                  |
| 11-10-2021                                                           | Larnaca                                                              | Cipro                                                                | 2 – 2                                                                | Malta                                                                | Qual. Mondiali 2022                                                  | -                                                                    | 78’                                                                  |
| 24-3-2022                                                            | Tallinn                                                              | Estonia                                                              | 0 – 0                                                                | Cipro                                                                | UEFA Nations League 2020-2021 - Play-out                             | -                                                                    | 70’                                                                  |
| 29-3-2022                                                            | Larnaca                                                              | Cipro                                                                | 2 – 0                                                                | Estonia                                                              | UEFA Nations League 2020-2021 - Play-out                             | -                                                                    | 90’                                                                  |
| 2-6-2022                                                             | Larnaca                                                              | Cipro                                                                | 0 – 2                                                                | Kosovo                                                               | UEFA Nations League 2022-2023 - 1º turno                             | -                                                                    | 67’                                                                  |
| 5-6-2022                                                             | Larnaca                                                              | Cipro                                                                | 0 – 0                                                                | Irlanda del Nord                                                     | UEFA Nations League 2022-2023 - 1º turno                             | -                                                                    |                                                                      |
| 9-6-2022                                                             | Volo                                                                 | Grecia                                                               | 3 – 0                                                                | Cipro                                                                | UEFA Nations League 2022-2023 - 1º turno                             | -                                                                    |                                                                      |
| 12-6-2022                                                            | Belfast                                                              | Irlanda del Nord                                                     | 2 – 2                                                                | Cipro                                                                | UEFA Nations League 2022-2023 - 1º turno                             | -                                                                    | 46’                                                                  |
| 16-11-2022                                                           | Larnaca                                                              | Cipro                                                                | 0 – 2                                                                | Bulgaria                                                             | Amichevole                                                           | -                                                                    | 78’                                                                  |
| 20-11-2022                                                           | Petah Tiqwa                                                          | Israele                                                              | 2 – 3                                                                | Cipro                                                                | Amichevole                                                           | 1                                                                    | 72’                                                                  |
| 25-3-2023                                                            | Glasgow                                                              | Scozia                                                               | 3 – 0                                                                | Cipro                                                                | Qual. Euro 2024                                                      | -                                                                    | 68’                                                                  |
| 17-6-2023                                                            | Larnaca                                                              | Cipro                                                                | 1 – 2                                                                | Georgia                                                              | Qual. Euro 2024                                                      | 1                                                                    | 77’                                                                  |
| 20-6-2023                                                            | Oslo                                                                 | Norvegia                                                             | 3 – 1                                                                | Cipro                                                                | Qual. Euro 2024                                                      | -                                                                    | 37’ 70’                                                              |
| 8-9-2023                                                             | Larnaca                                                              | Cipro                                                                | 0 – 3                                                                | Scozia                                                               | Qual. Euro 2024                                                      | -                                                                    | 46’ 57’                                                              |
| 12-9-2023                                                            | Granada                                                              | Spagna                                                               | 6 – 0                                                                | Cipro                                                                | Qual. Euro 2024                                                      | -                                                                    | 61’                                                                  |
| 16-11-2023                                                           | Limassol                                                             | Cipro                                                                | 1 – 3                                                                | Spagna                                                               | Qual. Euro 2024                                                      | -                                                                    | 60’                                                                  |
| 19-11-2023                                                           | Limassol                                                             | Cipro                                                                | 1 – 0                                                                | Lituania                                                             | Amichevole                                                           | 1                                                                    | 58’                                                                  |
| 21-3-2024                                                            | Limassol                                                             | Cipro                                                                | 1 – 1                                                                | Lettonia                                                             | Amichevole                                                           | 1                                                                    | 62’                                                                  |
| 25-3-2024                                                            | Larnaca                                                              | Cipro                                                                | 0 – 1                                                                | Serbia                                                               | Amichevole                                                           | -                                                                    | 88’                                                                  |
| 8-6-2024                                                             | Chișinău                                                             | Moldavia                                                             | 3 – 2                                                                | Cipro                                                                | Amichevole                                                           | 1                                                                    |                                                                      |
| 11-6-2024                                                            | Serravalle                                                           | San Marino                                                           | 1 – 4                                                                | Cipro                                                                | Amichevole                                                           | -                                                                    | 62’                                                                  |
| 6-9-2024                                                             | Marijampolė                                                          | Lituania                                                             | 0 – 1                                                                | Cipro                                                                | UEFA Nations League 2024-2025 - 1º turno                             | 1                                                                    | 90+3’                                                                |
| 9-9-2024                                                             | Larnaca                                                              | Cipro                                                                | 0 – 4                                                                | Kosovo                                                               | UEFA Nations League 2024-2025 - 1º turno                             | -                                                                    | 62’                                                                  |
| 12-10-2024                                                           | Larnaca                                                              | Cipro                                                                | 0 – 3                                                                | Romania                                                              | UEFA Nations League 2024-2025 - 1º turno                             | -                                                                    |                                                                      |
| 15-10-2024                                                           | Pristina                                                             | Kosovo                                                               | 3 – 0                                                                | Cipro                                                                | UEFA Nations League 2024-2025 - 1º turno                             | -                                                                    | 77’                                                                  |
| 15-11-2024                                                           | Larnaca                                                              | Cipro                                                                | 2 – 1                                                                | Lituania                                                             | UEFA Nations League 2024-2025 - 1º turno                             | -                                                                    |                                                                      |
| 18-11-2024                                                           | Bucarest                                                             | Romania                                                              | 4 – 1                                                                | Cipro                                                                | UEFA Nations League 2024-2025 - 1º turno                             | 1                                                                    | 46’                                                                  |
| 21-3-2025                                                            | Larnaca                                                              | Cipro                                                                | 2 – 0                                                                | San Marino                                                           | Qual. Mondiali 2026                                                  | 1                                                                    |                                                                      |
| 24-3-2025                                                            | Zenica                                                               | Bosnia ed Erzegovina                                                 | 2 – 1                                                                | Cipro                                                                | Qual. Mondiali 2026                                                  | 1                                                                    | 75’, 90+5’                                                           |
| Totale                                                               |                                                                      | Presenze                                                             | 49                                                                   |                                                                      | Reti (5º posto)                                                      | 10                                                                   |                                                                      |

## Palmarès

### Club
- Campionato cipriota: 1

Apollōn Limassol: 2021-2022
- Supercoppa di Cipro: 1

Apollōn Limassol: 2022

### Individuale
- Capocannoniere del campionato cipriota: 1

2022-2023 (18 reti)